# Ronny Jordan
Ronny Jordan (Londres, 29 de noviembre de 1962 - Londres, 13 de enero de 2014) fue un guitarrista británico de jazz, importante representante del acid jazz; su trabajo se decantaba, por tanto, por la fusión del jazz con otros estilos como el soul, el funk e, incluso, el pop.
Hijo de un predicador, sus inicios musicales están enraizados en el góspel, al punto de que sus primeras actuaciones en público las realizó con grupos gospel.
A comienzos de los 80, se interesó por el jazz. Autodidacta en el aprendizaje de la guitarra, entre sus influencias destacan Charlie Christian, Wes Montgomery y Grant Green. 
Jordan murió el 13 de enero de 2014. Su cuerpo fue encontrado en su casa varios días después de su regreso de una gira por el extranjero en Sudáfrica. Se realizó una autopsia que, aunque no fue concluyente, confirmó que no había lesiones involucradas.

## Fuente
- Jason Ankeny, «Ronny Jordan: Biography», en allmusic.com.